# Geissler (cráter)

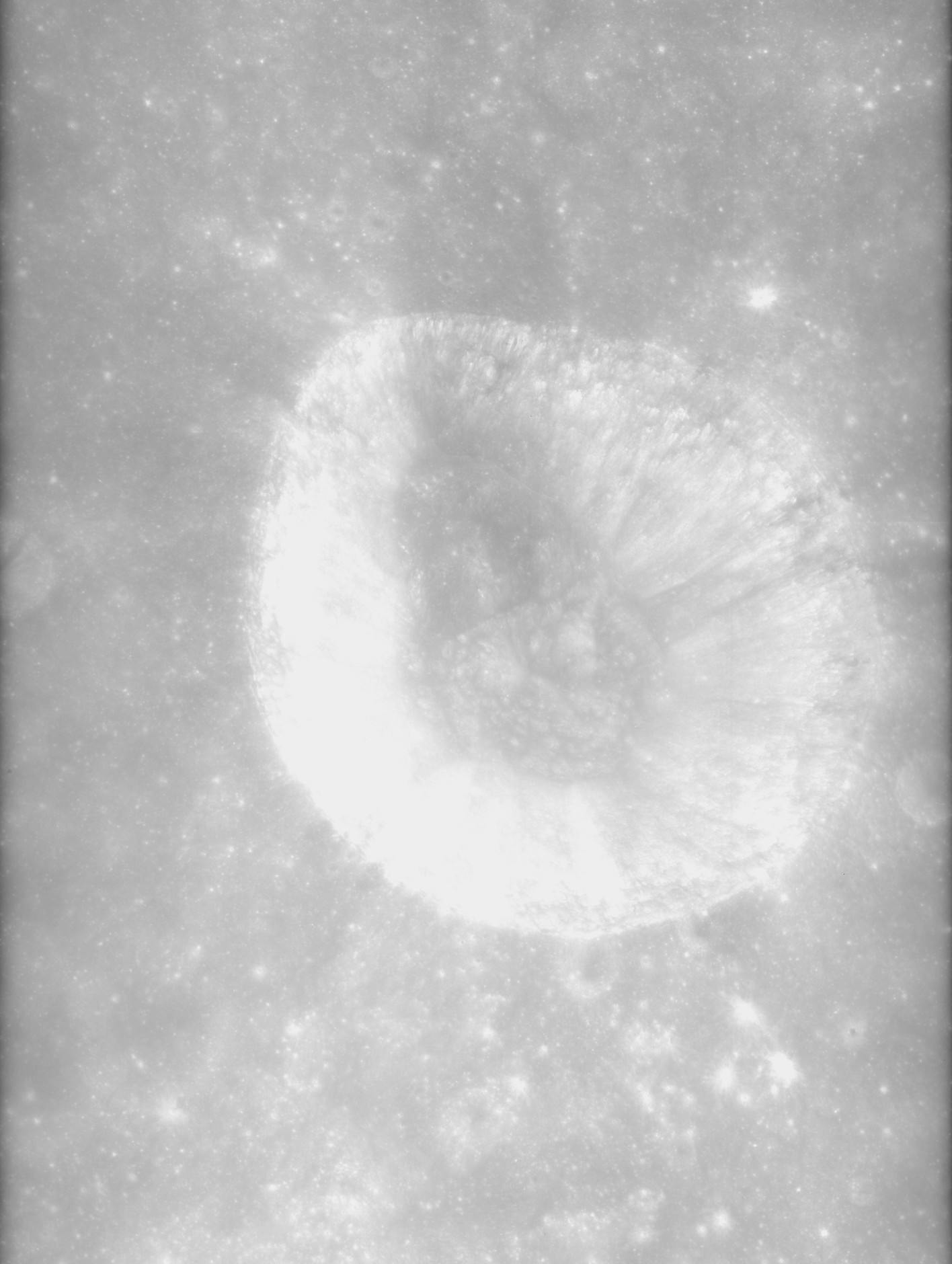
Imagen panorámica (Apolo 16)

Geissler es un pequeño cráter de impacto que yace al norte de la llanura amurallada del mucho más grande cráter Gilbert, cerca de la extremidad oriental de la Luna. Justo al noreste de este cráter, unidos al borde externo de Gilbert, aparece la pareja de cráteres formada  por Weierstrass y Van Vleck.
|  |

El borde de Geissler es casi circular, con una ligera protuberancia hacia el exterior en su lado noroeste. El brocal es afilado y sin un desgaste apreciable. Las paredes interiores son superficies continuas que descienden suavemente hacia la pequeña plataforma interior, que abarca un diámetro de aproximadamente un tercio del cráter. Carece de rasgos distintivos particulares.
Este cráter fue designado anteriormente Gilbert D, antes de ser renombrado por la UAI en 1976.